# Chris Newsome
Christopher Elijah Duque Newsome, detto Chris (San Jose, 25 luglio 1990), è un cestista filippino con cittadinanza statunitense.

## Biografia
Newsome nasce a San Jose, da padre statunitense e madre filippina. Ha un fratello e due sorelle.

## Carriera

### Club
Newsome gioca tre anni alla New Mexico Highlands University, un college di NCAA Division II, dove ottiene una media di 10 punti a partita. Si trasferisce successivamente nelle Filippine, dopo essere stato reclutato per giocare con la nazionale filippina. Durante l'ultima stagione con l'Ateneo de Manila, realizza 14 punti e 8 rimbalzi a partita. Viene scelto come quarta scelta al draft PBA del 2015 dai Meralco Bolts.

### Nazionale
Ineleggibile dalla nazionale filippina per la maggior parte dei tornei FIBA a causa di una regola che impone a un giocatore di giocare come "locale" se ha acquisito il passaporto dopo i 16 anni, riesce a giocare alcuni tornei ai giochi del Sud-est asiatico come il torneo 3x3 ai giochi del 2019, dove conquista l'oro assieme ai compagni CJ Perez, Moala Tautuaa e Jason Perkins. Viene dichiarato dalla FIBA come "locale" nel 2022 dopo aver vissuto per oltre 10 anni nel paese asiatico. Ai XIX Giochi asiatici, vince la medaglia d'oro con le Filippine, realizzando 13 punti nella finale combattuta contro la Giordania.